# Юлово (Ульяновська область)
Юлово (рос. Юлово) — село в Інзенському районі Ульяновської області Російської Федерації.
Населення становить 261 особу. Входить до складу муніципального утворення Труслейське сільське поселення.

## Історія
Від 2004 року входить до складу муніципального утворення Труслейське сільське поселення.

## Населення
| 2010 |
| ---- |
| 261  |